# Folk rock
El folk rock o rock folk, en un sentido amplio, es un género musical que combina elementos de la música folk, el blues y el rock. Sin embargo, el término se suele usar preferentemente, aunque no exclusivamente, en referencia a la música de fusión surgida en los Estados Unidos y en el Reino Unido, a mediados de los años sesenta, resultado de la incorporación de elementos del rock, sobre todo del rock de la Costa Oeste, y especialmente en el terreno instrumental y rítmico, a la música de tradición folclórica local. Algunos autores denominaron este género folk pop. En muchos aspectos, el folk rock se solapa con otras denominaciones aplicadas a fusiones de música tradicional estadounidense y rock, como es el caso del country rock o del llamado rock sureño.[cita requerida]
Los ejemplos de fusión de rock o pop y música folclórica de otros lugares del mundo u otras culturas, suelen recibir denominaciones más específicas (zydeco, celtic fusion, world music, etc.), aunque la etiqueta «folk rock» se aplicó también, de forma usual, a la música de los grupos británicos de esa misma época.

## Origen
La iconografía tradicional del folk rock sitúa el nacimiento del género en el giro dado por Bob Dylan a su música en el Festival de Newport de 1965, en coincidencia con el triunfo de las propuestas discográficas de The Byrds, pero esto no deja de ser un convencionalismo. En realidad, el proceso se había iniciado a finales de la década de 1950, con la fuerte evolución sufrida por el bluegrass, las innovaciones que fueron consolidándose a través del Grand Ole Opry y la aparición de grupos de gran proyección popular entre los jóvenes. En cualquier caso, para el último tercio de la década de 1960, el folk rock aparece ya como un estilo consolidado, tanto en los Estados Unidos como en el Reino Unido.[cita requerida]

## Evolución del género
El primer grupo que se encaminó por esta vía fue el Kingston Trio, que ya había conseguido una gran proyección hacia 1957, con su versión «pop» del tema «Tom Dooley», que vendió tres millones de unidades. Tras ellos, grupos como los New Lost City Ramblers, The Weavers, Peter, Paul & Mary o Scottsville Squirrel Barkers, grupo este que incluía a músicos tan esenciales como Chris Hillman o Bernie Leadon, fueron derivando desde posiciones más puramente folkies hacia planteamientos cercanos a la música pop.[cita requerida]
El gran paso hacia la concienciación del folk-rock como género, como ya se ha dicho, se dio con los arreglos claramente eléctricos de The Byrds y Bob Dylan, a partir de 1965. Esta denominación se popularizó en todo el mundo en 1965, cuando la banda californiana The Byrds grabó una versión de la canción «Mr. Tambourine Man» de Bob Dylan. En ella, el grupo angelino utilizaba los juegos de voces característicos del pop junto con cristalinas guitarras eléctricas, sobre la base de la canción de Dylan. Esta versión en particular, con su mezcla de poesía abstracta, melodía folk, complejas armonías vocales, el sonido de la guitarra de 12 cuerdas Rickenbacker, y el ritmo claramente influenciado por los Beatles, resultó la génesis de lo que, a partir de ese momento, se llamó folk rock La letra de la canción por sí sola llevó la composición de rock y pop a nuevas alturas; nunca antes una letra tan intelectual y literaria había sido combinada con instrumentación de rock por un grupo de música popular. El éxito del simple dio lugar a un pequeño boom de folk rock entre los años 1965 y 1966. En California, por esa época, junto a los Byrds de Los Ángeles se popularizaban The Beau Brummels, en San Francisco que apelaban a la misma fórmula: frenéticas guitarras eléctricas sobre melodías folk pegajosas y, muchas veces, armonías vocales inspiradas en los Beach Boys. En este período, una verdadera profusión de bandas influenciadas por los Byrds y los Beau Brummels, invadieron las listas de éxitos tanto en los Estados Unidos como en Gran Bretaña. La influencia de los Byrds se nota claramente en bandas de mediados de los 60, como Barry McGuire, the Mamas & the Papas, Simon & Garfunkel, Jefferson Airplane, the Turtles, We Five, Love, y Sonny & Cher. Este último dúo exploró las posibilidades más pop de la fórmula en canciones hoy clásicas como la sentimental I Got You Babe (1965) y la dramática Bang Bang (1966). En el otro extremo, The Lovin' Spoonful se adelantaron al fenómeno del folk psicodélico poniendo más énfasis en los arreglos instrumentales, y llegando a incorporar grabaciones de sonidos de la ciudad en su álbum Summer In The City (1966) Con el tiempo, e incluso décadas después, el sonido folk rock de los Byrds seguiría influenciando a muchísimas bandas, incluidas Big Star, Tom Petty and the Heartbreakers, R.E.M., the Long Ryders, the Smiths, the Bangles, the Stone Roses, y Teenage Fanclub, entre muchas otras.
El éxito de este nuevo sonido hizo que Bob Dylan realizara un giro eléctrico a su música, aportándole elementos pop y rock. El 20 de julio de 1965, Dylan editó "Like a Rolling Stone", una mordaz canción de seis minutos de duración, dirigida a una chica de la alta sociedad, que contaba con Dylan acompañado por una banda de rock eléctrico. Lanzada justo cuando la versión de "Mr. Tambourine Man" de los Byrds encabezó las listas de éxitos en Estados Unidos, la canción fue fundamental para definir la floreciente escena del folk rock y para establecer a Dylan como una auténtica estrella de rock, en lugar de ser sólo un cantante de folk. Cinco días después del lanzamiento de "Like a Rolling Stone", el 25 de julio de 1965, Dylan actuó en el Newport Folk Festival de 1965, utilizando la guitarra eléctrica y una banda de acompañamiento. El público le abucheó clamorosamente. (Hay que recordar que, en aquella época, el folk en Estados Unidos era un vehículo para expresar la crítica y el descontento con la sociedad establecida y muy especialmente con la guerra de Vietnam. Prueba de ello eran las reivindicativas letras de sus dos máximos exponentes en ese momento: Joan Báez y el propio Bob Dylan. El público folk estaba formado fundamentalmente por activistas de izquierda y universitarios progresistas, que consideraban al rock y el pop como géneros superficiales y poco comprometidos). A partir de ese momento, el propio Dylan se convertiría en uno de los principales promotores del género, particularmente con sus álbumes Bringing It All Back Home, Highway 61 Revisited y Blonde on Blonde. Este último fue el primer disco doble de música rock en la historia y la crítica de rock lo considera entre los lanzamientos más importantes e influyentes. Según el crítico Piero Scaruffi: "sigue siendo uno de las  obras maestros del rock de todos los tiempos: dos elegías extensas, errantes, en forma libre, basadas en órgano, Visions Of Johanna y Sad Eyed Lady Of The Lowlands, y del conjunto de melodías misteriosamente embrujadoras (I Want You, Absolutely Sweet Marie, One Of Us Must Know) completamente cambiaron el panorama de la música rock". Todos los nombrados eran discos de rock eléctrico de gran intensidad, que combinaban la poesía intensa, a veces surrealista, de Dylan con un ritmo contundente, proporcionado por músicos que pronto serían estrellas de rock por derecho propio, como Mike Bloomfield, Al Kooper y los canadienses The Band. Así, si bien el alejamiento de Dylan de la música folk acústica tuvo el efecto de alejar a muchos de sus seguidores originales, su nuevo sonido folk rock le ganó legiones de nuevos seguidores a mediados de los años 1960. 
Un mérito particular por la evolución del folk rock corresponde a Tom Wilson: aunque comenzó como músico de jazz, el joven productor afroamericano de Columbia Records,  llegó a ser conocido como la "esposa del folk rock" por su trabajo fundamental detrás de escena. Como productor de Bob Dylan durante los álbumes de transición The Times They Are a-Changin', Another Side of Bob Dylan y Bringing It All Back Home, fue el arquitecto del sonido eléctrico de Dylan. Sin embargo, quizás sea aún más conocido por haber descubierto primero a Simon & Garkfunkel y luego haberlos convertido en superestrellas del folk rock con su álbum Wednesday Morning, 3 A.M. que incluía "The Sounds of Silence". Aprovechando el interés de las radios locales en Florida por esta canción e inspirado en el gran éxito de The Byrds con "Mr Tambourine Man", Wilson tomó la pista original la cual era totalmente acústica, sin el conocimiento de Simon & Garfunkel, y agregó instrumentos eléctricos sobredoblados, convirtiendo la pista en un hit pop (el cual llegó a ser número uno en las listas del Top 100 de Billboard), ayudando a poner en marcha el género Folk rock. Simon & Garfunkel, quienes ya se habían separado inicialmente, rearmaron el dúo después del lanzamiento del sencillo y comenzaron una carrera ascendente que los llevó al éxito.
Después de trabajar con Wilson, tanto Dylan como Simon & Garfunkel trabajaron con otro productor: Bob Johnston, quien produjo varios álbumes para ambos artistas. 
Paralelamente, ya en la segunda mitad de los años sesenta, en Gran Bretaña, algunos grupos de formación pop, asumieron la tradición de la música medieval inglesa, como es el caso de Pentangle o Fairport Convention, cuyo bajista Ashley Hutchings fundó otro ícono del folk pop británico, Steeleye Span, que conseguirán una fusión perfecta entre el rock y la música tradicional inglesa, lo que les hará entrar también en las listas de éxitos tanto de Estados Unidos como de Gran Bretaña. 
Junto a ellos, otros músicos investigaron en la tradición celta, estableciendo su propia vía de desarrollo, diferenciada de la anterior. Este género fue iniciado a principios de la década de 1970 por bandas como The Horslips, los primeros en fusionar mitología celta, música tradicional irlandesa y rock. El cantautor escocés Donovan también influyó en el desarrollo del rock celta ya a finales de la década de 1960, con sus álbumes The Hurdy Gurdy Man, Barabajagal, y Open Road, este último conteniendo incluso una canción llamada "Celtic Rock". Este subgénero se popularizó aún más en 1973 por Thin Lizzy, con su hit "Whiskey in the Jar", una canción tradicional irlandesa interpretada íntegramente en el estilo del rock. A lo largo de la década de 1970, el rock celta se mantuvo fiel a sus raíces folclóricas, recurriendo en gran medida a la música tradicional Celta e instrumentos como fiddle, gaita, y arpa , así como también estilos vocales tradicionales, pero haciendo uso de los niveles de amplificación y percusión de una banda de rock. En la década de 1980 y después, el rock celta fue perpetuado por bandas como the Pogues, the Waterboys, y the Prodigals.
En Gran Bretaña el folk rock tomó su forma definitiva en los últimos años de la década del 60, una época de ebullición creativa dentro del rock, por lo que participó de todas las mismas derivaciones de la música rock. La escena del folk rock se superpuso a las escenas progresiva y psicodélica con relaciones de mutua influencia. Así surgió una escena de folk progresivo y de folk psicodélico o acid folk. 
La tendencia a la electrificación llevó a varios grupos de folk progresivo al rock. Esto incluye al dúo acústico Tyrannosaurus Rex, que se convirtió en la banda eléctrica T. Rex. Otros, probablemente influenciados por el folk eléctrico iniciado por Fairport Convention a partir de 1969, se inclinaron hacia material más tradicional, una categoría que incluye a Dando Shaft, Amazing Blondel, y Jack the Lad, una rama del grupo de folk progresivo del norte Lindisfarne, que fue una de las bandas más exitosas del Reino Unido a principios de los años 70. A la inversa, esta actitud folk también la podemos encontrar en grupos originarios del rock progresivo como Jethro Tull, con los álbumes de la llamada «tríada folk»: Songs from the Wood, Heavy Horses y Stormwatch, grabada entre 1977 y 1979, cuando su líder Ian Anderson se recluyó en una granja y tomó el sonido del folk rock para expresar su nueva experiencia de vida rural. También en el álbum John Barleycorn Must Die de Traffic, o en la cara B -predominantemente acústica- de Led Zeppelin III de Led Zeppelin. Ejemplos de bandas que permanecieron firmemente en la frontera entre el folk progresivo y el rock progresivo fueron Comus, de corta vida (pero luego reunida) y, con más éxito, Renaissance, que combinaron folk y rock con elementos de música clásica.
Se cree que el primer uso musical del término psicodélico fue realizado por el grupo folk neoyorquino The Holy Modal Rounders en su versión de 'Hesitation Blues', un popular estándar de blues, en 1964.. La música psicodélica se extendió rápidamente en las escenas beat folk de la costa este y oeste a mediados de la década de 1960. Los Angeles y San Francisco produjo bandas como Kaleidoscope, The Peanut Butter Conspiracy y It’s A Beautiful Day. Del Greenwich Village neoyorkino surgieron bandas como Jake and the Family Jewels y Cat Mother & the All Night Newsboys. La mayor contribución de Chicago fue H. P. Lovecraft. Pero el acid folk terminó de configurarse en Gran Bretaña a través de un peculiar sonido atmosférico cuyas letras generalmente se basan en el mundo natural, el amor y la belleza y tratan de evocar un estado de la mente asociado con las drogas psicodélicas. La banda determinante en ese sonido fue Incredible String Band, que a partir de 1967 incorporó diversas influencias a su música acústica, incluyendo instrumentos medievales y orientales. 
Como sucedió con el rock progresivo, también el sonido folk fue tomado por bandas de rock psicodélico que, si bien estaban enraizadas en un fuerte sonido eléctrico,  hicieron canciones acústicas o casi totalmente acústicas influenciadas por el folk estadounidense y británico. Uno de los mejores ejemplos del género es "Cosmic Charlie" de Grateful Dead. También son dignas de mención las canciones de Pink Floyd "Scarecrow" y "A pillow of winds" junto con canciones de Jefferson Airplane como "Triad", "Today" y "Coming back to me".
A partir de la década de 1970, varios artistas inspirados en el folk eléctrico procedentes de Gran Bretaña han tomado como base la música medieval, renacentista y barroca, en contraste con las baladas del siglo XIX que utilizaba como inspiración Fairport Convention. En 1972, la banda Steeleye Span lanzó el álbum Below the Salt, el cual estaba realizado en clave de música medieval. Otros grupos similares del mismo período fueron Gryphon, Gentle Giant y Third Ear Band. y a partir de allí el ejemplo fue seguido también en países no anglófonos agregando el legado de distintas tradiciones folklóricas locales. En 1970 se formó la banda Ougenweide en Alemania, banda que se fijó como meta musicalizar viejos poemas y canciones, eludiendo las composiciones tradicionales de siglos posteriores (Volkslieder), que habían sido manipuladas por el nazismo. Sin embargo, nunca se restringieron por completo a lo medieval. En la banda se percibe la influencia de la escena musical de Hamburgo en los años 60, así como la de grupos británicos de la época, como Pentangle, Fairport Convention, Incredible String Band y Jethro Tull. En la URSS también hubo ejemplos de música neomedieval, en particular, la canción "Golden City" interpretada por el grupo Aquarium basada en la estilización de V. Vavilov de la música del compositor renacentista italiano Francesco da Milano y los poemas de Henri Volokhonsky (con algunos cambios en el texto).Sin embargo, a finales de la década de 1970, algunas de estas bandas, como Gentle Giant y Gryphon, se habían inclinado decididamente hacia el rock progresivo, mientras que otras se habían separado.
En los ochenta surgió el neofolk, como un nuevo estilo a partir de la intersección del post-punk, el folk y el industrial, combinando instrumentos folclóricos acústicos como el violín y la guitarra acústica con elementos fundamentales de la música electrónica como los sintetizadores y los samplers. Entre los artistas populares de la escena neofolk se incluyen Sol Invictus, Current 93, Death in June, Empyrium, Blood Axis, Of the Wand & the Moon, Spiritual Front, Ordo Rosarius Equilibrio y Rome. Las raíces de estas bandas neofolk van desde el folk acústico hasta el black metal, el post-punk de los años 80 y la música industrial de los años 90.
David Tibet de Current 93 usó el término "folk apocalíptico" para describir su música de finales de los 80 y principios de los 90, especialmente a partir de su álbum Earth Covers Earth, con el que se propuso revivir el género del Acid Folk de grupos como la Incredible String Band. El concepto del álbum es algo como una parodia post-punk del álbum de la Incredible String Band The Hangman's Beautiful Daughter. La etiqueta apocalyptic folk fue aplicada a la mayoría de artistas en la World Serpent Distribution Company y a la música influenciada directamente por Current 93. Temas gnósticos y thelémicos son a menudo puestos en escena en los trabajos de estos artistas, así como influencias de la psicodelia de los 60 y el psych folk. Es también usado a veces para describir los proyectos del líder de la banda Swans, Michael Gira.

## Características
El resultado sonoro se resume en apretadas armonías vocales y una instrumentación relativamente «limpia», es decir, sin demasiados efectos de distorsión o de pedales para los instrumentos eléctricos. Dylan incorporó como fórmula característica en sus arreglos el piano interpretado al estilo country («Just like Tom Thumb´s blues»), o gospel (Like a Rolling Stone), y —muy destacadamente— el órgano Hammond, un instrumento tradicionalmente usado en templos e iglesias de todos los cultos en los Estados Unidos. Asimismo, también mantuvo en sus interpretaciones «eléctricas» el uso de la armónica diatónica, instrumento de viento de sencilla construcción muy claramente identificado con el folk y el blues. La presencia de estos instrumentos se tornó habitual en los arreglos de numerosos artistas del género, dotándolo de una sonoridad muy característica y representativa de la música rock con raíces tradicionales. El repertorio se tomó, en parte, de fuentes populares, pero esencialmente se utilizaron composiciones propias de los artistas, realizadas con estructuras y melodías con claras reminiscencias del folk escocés, británico e irlandés, que fueron las fuentes originales del folclore estadounidense, y en especial del bluegrass.

## Principales artistas
- Bob Dylan: Es uno de los principales artistas que dieron nacimiento al folk rock, sobre todo con sus discos Bringing It All Back Home y Highway 61 Revisited, el cual incluía, la sensacional "Like a Rolling Stone", que fue abucheada por el público en el festival folk de Newport por incluir instrumentos eléctricos.
- The Byrds: Obtuvieron un enorme éxito con su característico sonido basado en la guitarra Rickenbacker de doce cuerdas y sus armonías vocales. En el comienzo de su carrera fueron conocidos como "los Beatles estadounidenses". Su sonido derivó desde la evocadora psicodelia folk que practicaban en sus primeros discos hasta el country rock.
- The Mamas & the Papas: Otra de las piezas fundamentales del folk rock de California. Eran un grupo vocal formado por dos parejas que representaba la cara más amable del movimiento hippie, que previamente habían estado en otro grupo importante del folk-rock: The Journeymen. Su sonido se caracterizaba por los juegos de voces chico-chica y, aunque fueron muy populares a mediados de los sesenta, tuvieron una carrera muy corta. Algunos de sus éxitos más importantes fueron "California dreamin" o "Monday, monday"
- Crosby, Stills and Nash (and Young): Supergrupo formado por ex-componentes de The Byrds, Buffalo Springfield y The Hollies. Hacían canciones con una fuerte carga política y social que iban desde el Rock Psicodélico hasta el folk pop acústico, en las que destacaban sus características armonías vocales. Relacionados con ellos, el grupo Manassas.
- Simon & Garfunkel: Fueron una de las mejores y más populares formaciones de folk rock. Naturales de Nueva York, grabaron varios discos memorables en los que Paul Simon demostraba su enorme talento compositivo en canciones que la dulce voz de Art Garfunkel terminaba de redondear.
- Neil Young: Compositor canadiense, considerado ampliamente como uno de los más influyentes de su generación. Tanto su carrera solista como el integrar bandas como Buffalo Springfield o Crosby, Stills & Nash (and Young).Su trabajo más reconocido se divide en dos estilos musicales: el acústico, con canciones folk y country rock como «Heart of Gold» y «Old Man», y el eléctrico, con canciones hard rock como «Hey Hey, My My (Into the Black)» y «Rockin' in the Free World».
- Peter, Paul and Mary: Con el éxito de "If I Had a Hammer", se consolidan como una de los exponentes más reconocidos de este género. Gracias a este trío, el folk rock se abrió a todo el mundo y no solo a los Estados Unidos, siendo muy popular en las fiestas juveniles en Europa y Latinoamérica.
- Donovan: cantante escocés que comenzó como émulo de Bob Dylan y evolucionó hasta obtener un estilo propio, añadiendo pinceladas de jazz o música hindú a su sonido, dominado por el folk pop y el pop psicodélico. Fue el primer artista pop en usar el sitar en sus canciones, en las que mezclaba misticismo y sentido del humor, siempre con un toque ingenuo y sin pretensiones que le hacía único.
- Nick Drake: cantautor británico cuya música no obtuvo repercusión comercial en su momento, aunque con los años muchos artistas alternativos han reconocido su influencia, siendo objeto de creciente culto. Sus canciones tenían un tono confesional y torturado, a las que la cálida voz de Drake y su original forma de tocar la guitarra dotaban de una extraña belleza. Se suicidó en 1974 a los veintiséis años.
- Cat Stevens: cantautor británico con raíces en el folk rock, aunque con toques de jazz y pop en algunos temas, vendió millones de discos a fines de la década de 1960 y principios y mitad de los años 1970. Sus canciones hablaban de romances generalmente, aunque muchas de sus canciones más famosas tratan de paz, armonía interior y de la vida. Moonshadow, Father and Son, Morning Has Broken e Into White son claros ejemplos de ello, su voz y su guitarra con melodías fluidas y armoniosas fueron sin duda gran aporte al folk rock.
- Mumford & Sons: banda británica, su estilo mezcla un armonioso banjo, acompañado de otros instrumentos como el piano, viola y guitarras. Es una de las mayores representantes del folk rock actual.